# Paranotus taeniata
Paranotus taeniata är en insektsart som först beskrevs av Schmidt 1904.  Paranotus taeniata ingår i släktet Paranotus och familjen Flatidae. Inga underarter finns listade i Catalogue of Life.